# Syndyas subsabinios
Syndyas subsabinios is een vliegensoort uit de familie van de Hybotidae. De wetenschappelijke naam van de soort is voor het eerst geldig gepubliceerd in 1975 door Chvala.